# Paul Huet

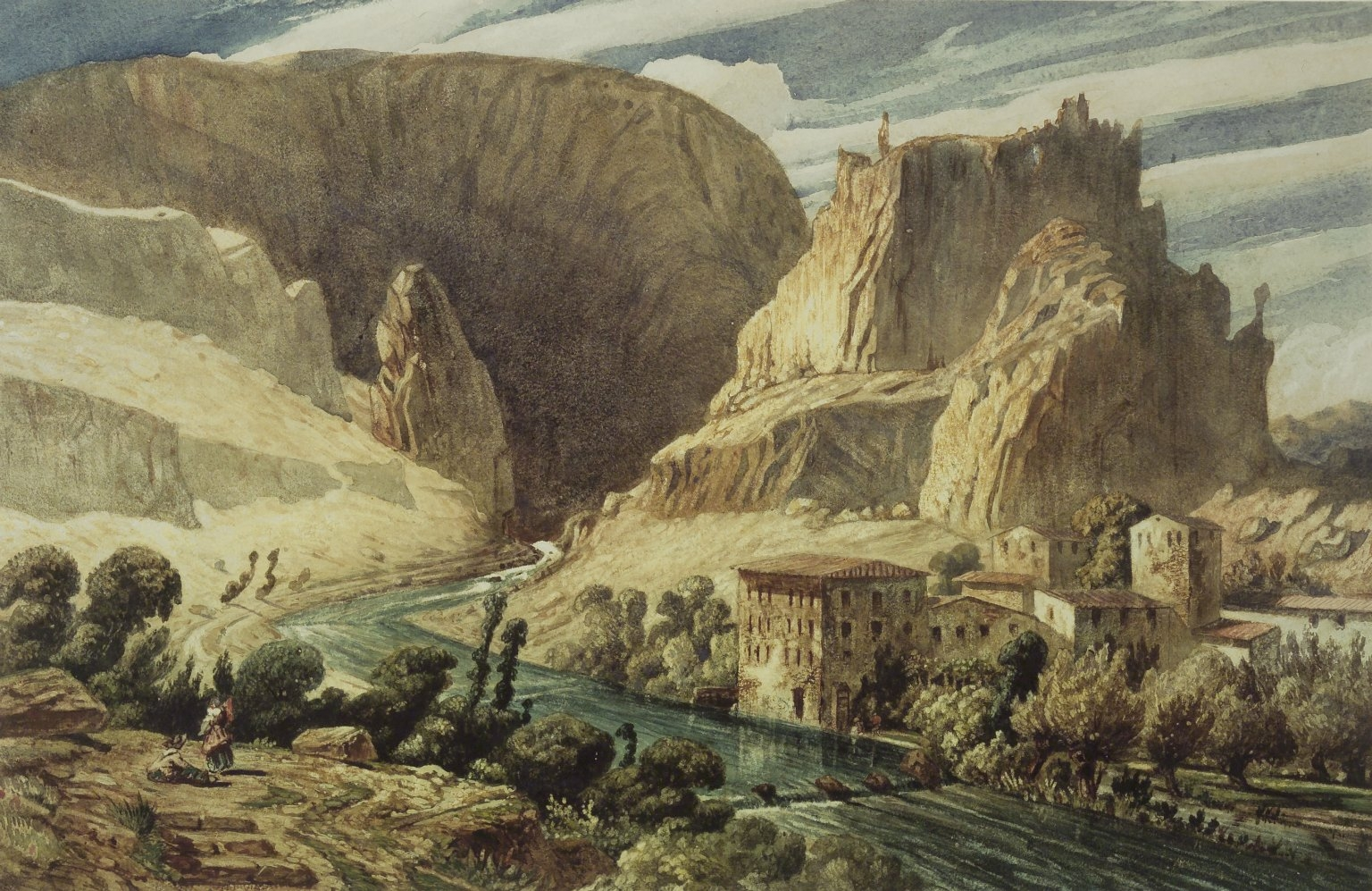
Fontaine de Vaucluse (Wywierzysko w Vaucluse), akwarela, ok. 1839

Paul Huet (ur. 3 października 1803 w Paryżu, zm. 9 stycznia 1869 tamże) – francuski malarz i grafik.

## Życiorys
Uczeń Grosa i Guérina. Pod wpływem Richarda Parkesa Boningtona odrzucił założenia neoklasycyzmu i zajął się malarstwem pejzażowym. Jego prace oparte na bezpośrednim studium natury, stylistycznie były pokrewne dziełom barbizończyków. Huet malował pod wyraźnym wpływem pejzażystów angielskich m.in. John Constable`a i często podróżował szukając motywów dla swojej twórczości, odwiedził m.in.  Włochy, Anglię, Belgię, Holandię, a we Francji Prowansję i Normandię. Oprócz klasycznych obrazów olejnych artysta tworzył również akwarele, akwaforty, litografie i drzeworyty. 
Hunt wystawiał w paryskim Salonie od 1827 r. przez ponad czterdzieści lat. Miał wpływ na twórczość barbizończyków (np. na Théodore Rousseau) i obecnie uważany jest za jednego z prekursorów romantyzmu. 